# EP u hokeju na travi 1991.
Europsko prvenstvo u hokeju na travi za muške 1991. se održalo u Francuskoj, u Parizu.

## Sudionici
Sudionici su bili Belgija, Engleska, Francuska, Irska, Italija, Nizozemska, Njemačka, Poljska, SSSR, Španjolska, Švicarska i Wales.

## Rezultati
- za brončano odličje:

 Engleska -  SSSR 1:1 (3:2 nakon kaznenih udaraca)
- za zlatno odličje

 Njemačka -  Nizozemska 3:1 

## Konačna ljestvica
| Mj. | Država     |
| --- | ---------- |
| 1.  | Njemačka   |
| 2.  | Nizozemska |
| 3.  | Engleska   |
| 4.  | SSSR       |
| 5.  | Španjolska |
| 6.  | Francuska  |
| 7.  | Irska      |
| 8.  | Poljska    |
| 9.  | Belgija    |
| 10. | Wales      |
| 11. | Švicarska  |
| 12. | Italija    |

Naslov europskog prvaka je osvojila Njemačka.